# Metabolische Azidose
Als metabolische Azidose bezeichnet man in der Medizin eine stoffwechselbedingte Übersäuerung des Blutes und des Körpers (Azidose). Es handelt sich um eine primäre Verminderung der Plasmabikarbonatkonzentration (PBK) mit begleitender Azidämie. Sie wird durch vermehrt im Körperstoffwechsel anfallende Säuren (Überangebot an H+-Ionen), durch deren verminderte Ausscheidung (Verminderung der Säureexkretionsrate durch die Niere) oder durch einen Bikarbonatverlust (über den Magen-Darm-Trakt oder die Nieren) verursacht.

## Ursachen
Die häufigsten Ursachen einer metabolischen Azidose (sofern nicht durch chronische Unterernährung verursacht) sind
- chronische Niereninsuffizienz mit Urämie oder distale tubuläre Azidose mit isoliertem tubulären H+-Sekretionsdefekt der Nieren (Retentionsazidose),
- diabetische Stoffwechselentgleisung mit Ketoazidose beim absoluten Insulinmangel, eine Laktatazidose (beides Additionsazidosen – vergrößerte Anionenlücke),
- Vergiftung mit sauren Substanzen wie beispielsweise Acetylsalicylsäure (ebenfalls eine Additionsazidose)
- Verlust von Bikarbonat-Ionen im proximalen Tubulus oder bei Durchfall (Subtraktionsazidose).

Die häufigste metabolische Azidose ist die diabetische Ketoazidose. Ein Diabetiker gewinnt bei Insulinmangel, da er keine Glukose verwerten kann, Energie durch verstärkte Verbrennung von Fettsäuren. Bei diesem verstärkten Fettabbau entstehen Ketonkörper, die große Mengen von Bicarbonatpuffer binden. Der daraus entstehende relative Mangel an Bicarbonat führt zur Übersäuerung des Blutes.

## Symptome
- Hyperpnoe (lange, tiefe Atemzüge bei normaler Frequenz)
- Herzinsuffizienz
- Koma (durch ein Missverhältnis von Sauerstoffverbrauch und Sauerstoffangebot im Gehirn)
- gastroinstestinale Symptome (Übelkeit, Erbrechen, Durchfall)
- Hyperkaliämie (durch Kaliumshift aus der Zelle in den Extrazellulärraum)[2]

## Diagnose
Ein Patient mit metabolischer Azidose fällt vor allem durch seine verstärkte, tiefe, normofrequente Atmung auf (sogenannte Kußmaul-Atmung). Bei der Ketoazidose des Diabetikers kann man meist auch einen fruchtartigen Acetongeruch in der Atemluft bemerken. Entscheidend für die Erkennung und Quantifizierung der metabolischen Azidose ist die Blutgasanalyse. Aus dem Basendefizit, dem pH-Wert und dem CO2 -Partialdruck lässt sich leicht das Ausmaß der metabolischen Azidose und das Ausmaß der respiratorischen Kompensation des Körpers erkennen. Weiter differenzieren lassen sich die Ursachen anhand der Anionenlücke.

## Kompensations-Mechanismen
Die metabolische Azidose ist gekennzeichnet durch eine niedrige Konzentration von Bikarbonat (HCO3), und zwar durch eine erhöhte Bildung von Säuren (wie Acetessigsäure und β-Hydroxybuttersäure oder Milchsäure), einen übermäßigen Verlust von HCO3 durch die Nieren oder den Magen-Darm-Trakt oder durch unzureichende HCO3 Erzeugung. Die Einstellung eines Gleichgewichts zwischen Säuren und Basen im Körper zur Aufrechterhaltung der optimalen Funktion von Organen, Geweben und Zellen sehr wichtig.
Der Körper reguliert den Säuregehalt des Blutes mit Hilfe von vier Puffersystemen:
- Kompensation durch die Atmung: Eine Hyperventilation entfernt mehr CO2 aus dem Körper, wodurch sich den pH-Wert erhöht
- Bikarbonat-Puffersystem
- Intrazelluläre Pufferung durch Absorption von Wasserstoffatomen durch verschiedene Moleküle, darunter Proteine, Phosphate und Karbonat in Knochen.
- Kompensation durch die Nieren

## Therapie
Therapeutisch steht die Ursachenbehandlung im Vordergrund. Aber auch durch symptomatische Behandlung, z. B. durch die Gabe von Insulin, kann bei der diabetischen Ketoazidose sehr schnell eine Besserung erzielt werden. Zu beachten ist hier auch die ausreichende Flüssigkeits- und Elektrolytzufuhr. Vor allem bei der schockbedingten Laktatazidose ist die Flüssigkeitszufuhr zur Volumenauffüllung entscheidend. Bei der Urämie muss eine Dialyse angestrebt werden.
Wenn es das Ausmaß der Azidose erforderlich macht, besteht die Möglichkeit zur Therapie mit alkalisierenden Substanzen. Durch die Gabe von Natriumhydrogencarbonat oder anderen (weniger vorteilhaften) Puffersubstanzen (Laktat, Zitrat, THAM) kann man versuchen, die Stoffwechselentgleisung der akuten metabolischen Azidose zumindest vorübergehend (durch Erhöhung der Plasmabikarbonatkonzentration, orient am Base Excess) zu begrenzen. Dies wird allerdings aufgrund schwerwiegender Nachteile wie Elektrolytentgleisungen nur noch bei schwerer Azidose mit einem pH < 7,1 durchgeführt.

## Trivia
Eine metabolische Azidose kann auch bei körperlichem Stress und/oder Agitation auftreten, insbesondere wenn Menschen durch Polizeigewalt zu Boden gebracht und gefesselt werden. Wenn danach der Delinquent am Atmen gehindert wird, z. B. durch Kompression des Brustkorbs oder durch Sedierung, so wird der wichtigste Kompensationsmechanismus, die Hyperventilation, unterbunden und die Azidose verschlechtert sich. In den USA wurden Fälle beschrieben zum Tode führen können. Auch bei Obduktionen wurden Azidosen beobachtet, die zum Teil auf Drogenkonsum, zum Teil auf den erhöhten metabolischen Bedarf bei körperlicher Anstrengung zurückzuführen waren.